# Thanks-Giving Square
Thanks-Giving Square est un parc semi-public de Dallas, au Texas.

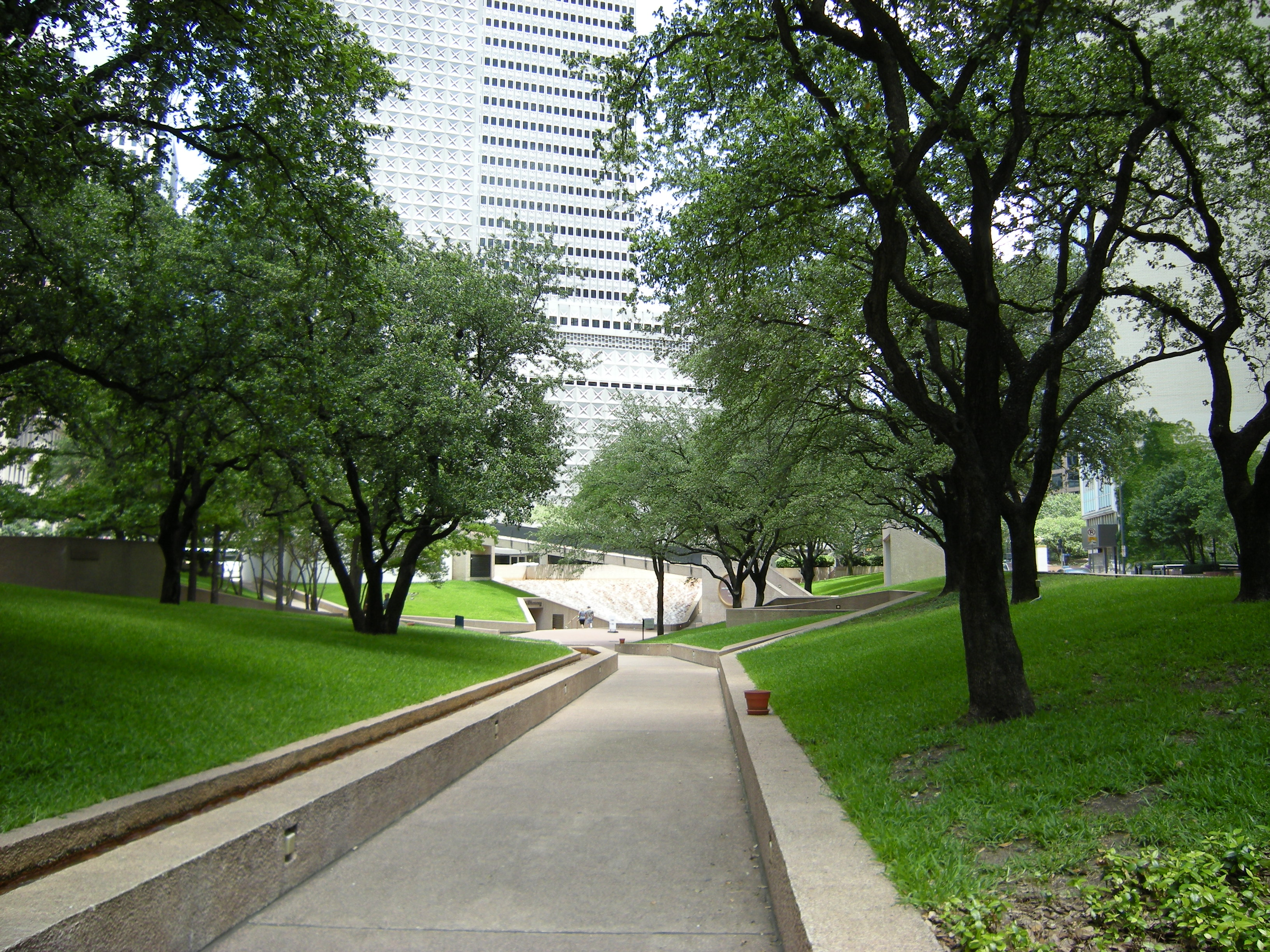
Thanks-Giving Square
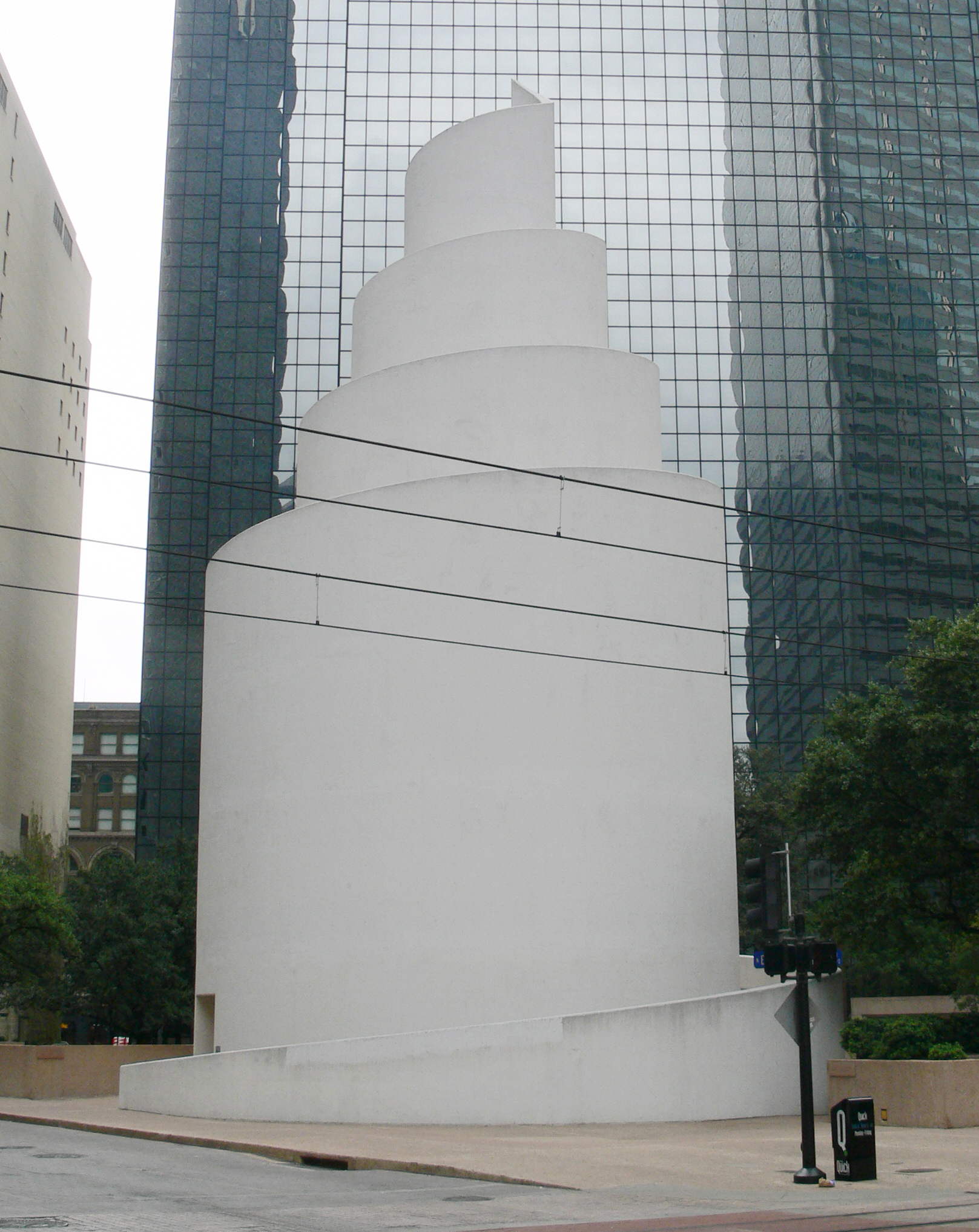
Chapelle de Thanks-Giving Square